# Australia en los Juegos Olímpicos de Barcelona 1992
Australia estuvo representada en los Juegos Olímpicos de Barcelona 1992 por un total de 279 deportistas que compitieron en 25 deportes.  
La portadora de la bandera en la ceremonia de apertura fue la saltadora Jennifer Donnet.

## Medallistas
El equipo olímpico australiano obtuvo las siguientes medallas:
| Nombre                                                                                                | Deporte               | Competición                |
| --- | --------------------- | -------------------------- |
| Oro                                                                                                   |                       |                            |
| Kathryn Watt                                                                                          | Ciclismo en ruta      | Ruta F                     |
| Matt Ryan (Kibah Tic Toc)                                                                             | Hípica                | Concurso completo ind.     |
| Matt Ryan (Kibah Tic Toc) Andrew Hoy (Kiwi) Gillian Rolton (Peppermint Grove) David Green (Duncan II) | Hípica                | Concurso completo por eqs. |
| Kieren Perkins                                                                                        | Natación              | 1500 m libre M             |
| Clint Robinson                                                                                        | Piragüismo            | K1 1000 m M                |
| Stephen Hawkins Peter Antonie                                                                         | Remo                  | Doble scull (M2x) M        |
| Andrew Cooper Nicholas Green Michael McKay James Tomkins                                              | Remo                  | Cuatro sin timonel (M4-) M |
| Plata                                                                                                 |                       |                            |
| Gary Neiwand                                                                                          | Ciclismo en pista     | Velocidad ind. M           |
| Shane Kelly                                                                                           | Ciclismo en pista     | 1000 m Contrarreloj M      |
| Kathryn Watt                                                                                          | Ciclismo en pista     | Persecución ind. F         |
| Brett Aitken Stephen McGlede Shaun O'Brien Stuart O'Grady                                             | Ciclismo en pista     | Persecución por eqs. M     |
| Equipo                                                                                                | Hockey sobre hierba   | Torneo M                   |
| Kieren Perkins                                                                                        | Natación              | 400 m libre M              |
| Hayley Lewis                                                                                          | Natación              | 800 m libre F              |
| Glen Housman                                                                                          | Natación              | 1500 m libre M             |
| Danielle Woodward                                                                                     | Piragüismo en eslalon | K1 F                       |
| Bronce                                                                                                |                       |                            |
| Daniela Costian                                                                                       | Atletismo             | Disco F                    |
| Tim Forsyth                                                                                           | Atletismo             | Salto de altura M          |
| Hayley Lewis                                                                                          | Natación              | 400 m libre F              |
| Nicole Stevenson                                                                                      | Natación              | 200 m espalda F            |
| Phil Rogers                                                                                           | Natación              | 100 m braza M              |
| Samantha Riley                                                                                        | Natación              | 100 m braza F              |
| Susie O'Neill                                                                                         | Natación              | 200 m mariposa F           |
| Ramon Andersson Kelvin Graham Ian Rowling Steven Wood                                                 | Piragüismo            | K4 1000 m M                |
| Rachel McQuillan Nicole Provis                                                                        | Tenis                 | Dobles F                   |
| Lars Kleppich                                                                                         | Vela                  | Lechner M                  |
| Mitch Booth John Forbes                                                                               | Vela                  | Tornado M                  |